# Kantine (KZ Dachau)

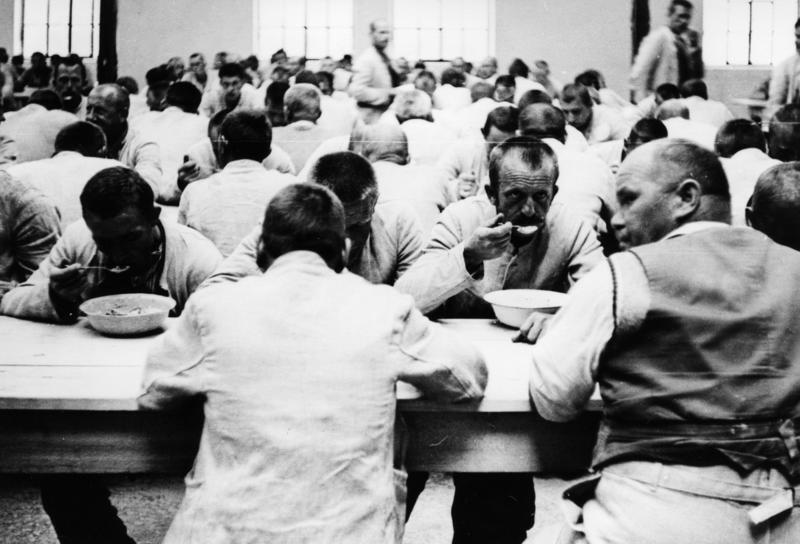
Häftlinge beim Essen (Mai 1933), Propagandaaufnahme von Friedrich Franz Bauer

Kantine war der Name einer der 32 Baracken innerhalb des KZ Dachau, in der Häftlinge in den zwölf Jahren des Lagers teil- und zeitweise zu erhöhten Preisen Nahrungsmittel kaufen konnten.
In der Anfangszeit 1933 und in den frühen Jahren des Lagers Dachau hatten Häftlinge die Möglichkeit, sich ihre Lebensmittelrationen in der Lagerkantine aufzubessern. Vom eigenen Geld konnten sie Lebensmittel kaufen, zum Beispiel Brot, Butter, Wurst und Obst.  Die Kantine war in einer der Holzbaracken im Bereich der Wohnblöcke eingerichtet. 
Ein Teil der Häftlinge konnte aus finanziellen Gründen in der Kantine nichts kaufen. Dies waren hauptsächlich jene Arbeiter, die vor der Inhaftierung arbeitslos waren und deren Familien nicht in der Lage waren, ihnen Geld zu senden. 
Bis ungefähr April 1941 gingen Häftlinge sonntags, im zwei bis drei-wöchentlichen Abstand, gruppenweise in die Kantine. Zu einem Becher Kaffee erhielten Häftlinge beispielsweise eine Semmel oder ein Brot mit Marmelade. Die Gruppen wurden kontrolliert, damit kein Gefangener zweimal einkaufen konnte. 
Später durften Häftlinge kein Geld mehr bei sich tragen, die Kantinenbesuche endeten. Geld wurde auf ein Konto eingezahlt. Jeder Block hatte einen Kantinenmann. Dieser verwaltete das Geld und besorgte einmal pro Woche Einkäufe in der Kantine. Der Essraum in der Kantine wurde ab dieser Zeit nicht mehr benutzt. Es wurde nun sonntags wie wochentags in den Wohnblöcken gegessen. Brot und Mehlprodukte wurden an normale Häftlinge nicht mehr verkauft. Andere vom Kantinenmann kaufbare Lebensmittel waren beispielsweise mit Senf scharf angemachtes Gemüse oder Halblitergläser mit in Essig eingelegtem Salat aus roten Rüben. Gelegentlich waren Konserven zu kaufen, etwa Rübensirup, der unter Häftlingen als wertvoll galt. Auch von einer Hühnerfleischkonserve, deren Haltbarkeitsdatum weit überschritten war und deren Deckel sich bog, wurde berichtet. Tabakwaren waren über den Kantinenmann zu kaufen, 1941 waren es französische Zigaretten, später russische Machorka, die die SS vermutlich erbeutet hatte. Brot und Tabak entwickelten sich zu begehrten Tauschmitteln.
Der Einkauf von Lebensmitteln oder Tabak basierte anfangs auf der Zahlungsfähigkeit der Häftlinge. Im Herbst 1942 hob die SS die Beschränkungsrichtlinien für Lebensmittelpakete auf. Je nach Möglichkeit der Angehörigen bekamen einige Häftlinge nun viele Pakete zugeschickt, wenig oder gar keine. Eine neue Differenzierung bildete sich aus und Tausch unter den Häftlingen entstand.